# Enab
 (juin 2018).
Enab (en persan : اعناب romanisé en Eʿnāb et également connu sous les noms de Eman Āb-e Qadīm, Eman Āb, et de Īmanāb-e Qadīm) est un village de l’Azerbaïdjan oriental en Iran. Lors du recensement de 2006, sa population était de 438 habitants pour 77 familles.